# Jared Lorenzen
Jared Raymond Lorenzen (14 de febrero de 1981 – 3 de julio de 2019) fue jugador de fútbol americano cuya posición era la de quarterback y comisario de la Liga de Fútbol Interior Definitiva. Comenzó jugando en el fútbol universitario en Kentucky y obtuvo un contrato para unirse a los New York Giants como agente libre en 2004. Durante el comienzo de su carrera, recibía los apodos Hefty Lefty y Pillsbury Throwboy debido a su peso inusualmente alto para alguien con la posición de quarterback y por su zurdeza.
Lorenzen ganó un anillo de la Super Bowl en 2008 que consiguió tras la victoria en Super Bowl XLII, como el quarterback de reserva de Eli Manning. El equipo derrotó a los entonces invictos New England Patriots para conquistar el campeonato de la temporada 2007.

## Primeros años
Lorenzen asistió a Highlands High School en Fort Thomas, Kentucky, y fue un hombre de letras en fútbol americano, baloncesto y béisbol. En baloncesto, fue un hombre de letras de tres años y ayudó a guiar a su equipo a las apariciones de los Dulces 16 de Kentucky. Como júnior, pasó por un récord de Northern Kentucky - 2,759 yardas y 37 anotaciones en 13 juegos. Como sénior en 1998, completó el 62% de sus pases para 3.393 yardas, 45 anotaciones y seis intercepciones. También corrió por 904 yardas (8.4 promedio por porte) y 15 TDs en el liderazgo de las Tierras Altas a una temporada de 15-0 y el puesto 19 en el ranking nacional como sénior, lo que le valió el Premio Sr. Fútbol. Cinco juegos en su temporada sénior, Lorenzen se comprometió con la Universidad de Kentucky.

## Carrera universitaria
Cuándo Lorenzen llegó en Kentucky, él redshirted como cierto freshman. Como redshirt freshman, esté nombrado el equipo está empezando quarterback por entrenador de cabeza Hal Mumme al frente de regresar starter Dusty Bonner. El movimiento causó Bonner para transferir. Lorenzen la carrera en Kentucky estuvo marcada por dos cabeza que entrena cambios; Mumme departed como una investigación a NCAA vulneraciones de reglas bajaron su personal y resultado en el programa que es colocado encima libertad informativa con limitaciones de beca. Después de que Lorenzen ventaja ayudada el equipo a un 7@–5 registro en 2002, entrenador de cabeza Guy Morriss dejó para devenir el entrenador de cabeza en Baylor Universidad y estuvo reemplazado por Brooks Rico, quién diseñó juegos en qué Lorenzen alineó como auricular mientras Shane Boyd jugó quarterback. A pesar de toda la confusión, Lorenzen registros escolares puestos en totales offense, pasando patios, y paso touchdowns, eclipsing muchos marca puestos por 1999 NFL Núm. 1 borrador global elige Tim Couch.

### Estadística
|          |          |    |    | Pases  | Pases | Pases | Pases | Pases  | Pases | Pases | Apresurándose | Apresurándose | Apresurándose | Recibiendo | Recibiendo | Recibiendo |
| Estación | Equipo   | GS | GP | Rating | Att   | Comp  | Pct   | Yds    | TD    | INT   | Att           | Yds           | TD            | Rec        | Yds        | TD         |
| -------- | -------- | -- | -- | ------ | ----- | ----- | ----- | ------ | ----- | ----- | ------------- | ------------- | ------------- | ---------- | ---------- | ---------- |
| 2000     | Kentucky | 11 | 11 | 116.5  | 559   | 321   | 57.4  | 3,687  | 19    | 21    | 76            | 140           | 5             | 0          | 0          | 0          |
| 2001     | Kentucky | 6  | 8  | 136.6  | 292   | 167   | 57.2  | 2,179  | 19    | 7     | 54            | 119           | 2             | 1          | -13        | 0          |
| 2002     | Kentucky | 12 | 12 | 135.4  | 327   | 183   | 56.0  | 2,267  | 24    | 5     | 60            | -51           | 0             | 0          | 0          | 0          |
| 2003     | Kentucky | 12 | 12 | 123.3  | 336   | 191   | 56.8  | 2,221  | 16    | 8     | 89            | 75            | 5             | 1          | -11        | 0          |
|          | Totales  | 41 | 43 | 126.0  | 1,514 | 862   | 56.9  | 10,354 | 78    | 41    | 279           | 283           | 12            | 2          | -24        | 0          |

Los números en negrita son registros de Kentucky.

## Muerte
Lorenzen murió el 3 de julio de 2019 a la edad de 38 de una infección aguda, agravada con complicaciones en el cerebro y problemas de riñón.